# Fischiotto
Il fischiotto (in dialetto calabrese: fischiottu o frischiottu o fiscaruolu) è uno strumento musicale a fiato della tradizione musicale calabrese. Il suonatore lo adopera sempre in coppia con un altro fischiotto. Possiede la stessa scala della zampogna in uso nel luogo in cui si suona o del luogo di origine del suonatore.
Esistono tre varianti dei fischiotti: a paru, a mezzachiave o moderna e reggina. Con la prima si intendono l'uso di due fischiotti della medesima lunghezza con secondo di differente lunghezza. Infine la reggina è una via di mezzo dei precedenti.
Si hanno testimonianze dell'uso anche di 3 fischiotti contemporaneamente, di cui l'ultima senza buchi con funzione di bordone.
A Lungro fino agli anni '70 e '80 del XX secolo il doppio flauto veniva suonato in chiesa durante le funzioni religioni o durante le processioni nei giorni di festa.

## Dimensioni
Di seguito le dimensioni dei fischotti: 
| Fischiotto             | Lunghezza | Diametro | Fori                             |
| ---------------------- | --------- | -------- | -------------------------------- |
| Fischiotto di destra   | 20cm      | 2cm      | 4 fori o 4 fori più 1 posteriore |
| Fischiotto di sinistra | 20cm      | 2cm      | 4 fori più 1 posteriore o 2 fori |

| Fischiotto         | Lunghezza | Diametro | Fori                    |
| ------------------ | --------- | -------- | ----------------------- |
| Fischiotto grande  | 39,5cm    | 2,5cm    | 4 fori                  |
| Fischiotto piccolo | 23cm      | 1,8cm    | 4 fori più 1 posteriore |